# Silba microcercosa
Silba microcercosa är en tvåvingeart som beskrevs av Macgowan 2007. Silba microcercosa ingår i släktet Silba och familjen stjärtflugor.
Artens utbredningsområde är Vietnam. Inga underarter finns listade i Catalogue of Life.